# 三セレン化ニオブ
三セレン化ニオブ(Niobium triselenide)は、遷移金属トリカルコゲン化物のクラスに属する無機化合物である。化学式はNbSe3である。これは滑り電荷密度波の現象を示す一次元化合物の最初の報告例である。三セレン化ニオブは、量子力学における多くの研究と実証された現象により、準一次元電荷密度波のモデル系となっている。

## 構造
三セレン化ニオブは高い異方性の構造を持っている。Nb4+中心は、6つのSeリガンドによって定義される三角柱内に結合する。これら6個のSe原子が2対結合してポリセレン化物Se2−
2を形成し; 他の2つは単原子 Se2−として存在する。NbSe6三角柱は無限の共平行鎖を形成する。三角柱は同じ配位を共有するが、セルは2回繰り返された3種類の鎖で構成されており、各鎖はSe-Se結合の長さによって定義される。Se-Se結合の長さは2.37、2.48、および2.91オングストロームである。

## 合成
この化合物は、ニオブとセレンを600～700°Cで加熱する固相反応によって調製される:
    Nb + 3 Se → NbSe3
得られる黒色の結晶には、NbSe2不純物が含まれる場合がある。サンプルは、650～700°Cの化学蒸気輸送 (CVT) によって精製できる。CVTの下限は、NbSe2が安定でなくなる温度によって決定された。

## 特性
NbSe3の測定により、電荷密度波 (CDW) 輸送、CDW ピンニング、磁性、シュブニコフ=デ・ハス振動、およびアハロノフ=ボーム効果に関する重要な証拠が得られた。
ほとんどの金属化合物の電気抵抗率は、温度が低下すると低下する。ほとんどの場合、NbSe3 はこの傾向に従いますが、電気抵抗率が145 K (−128 °C)と59 K (−214 °C)で2つの極大値に達する2つの異常が存在する。最大値になると、電気伝導率が急激に減少する。この観察は、フェルミ面にギャップを開く電荷密度の波形によって説明される。開口部により、1次元線形システムは金属ではなく半導体に近い動作をする。この遷移は一般にパイエルス転移として知られている。NbSe3は、パイエルス転移にもかかわらず金属であり続ける。これは、電荷密度波形の形成によってフェルミ面が完全に除去されないためであり、この現象は不完全なフェルミ面ネスティングとして知られている。
ナノファイバーの形態では、NbSe3は2 K (−271 °C)未満で超伝導を示す。
三セレン化ニオブは、その繊維状構造、高い電気伝導率、室温での高い重量および体積エネルギー密度により、充電式リチウム電池のカソード材料として考えられてきた。

## リファレンス
1. ↑  Monçeau, P.; Ong, N.; Portis, A.; Meerschaut, A.; Rouxel, J. (1976). “Electric Field Breakdown of Charge-Density-Wave—Induced Anomalies in NbSe3”. Physical Review Letters 37 (10):  602. Bibcode: 1976PhRvL..37..602M. doi:10.1103/PhysRevLett.37.602.
2. ↑  Hoffmann, Roald; Shaik, Sason; Scott, J.C.; Whangbo, Myung-Hwan; Foshee, Mary J. (September 1980). “The electronic structure of NbSe3”. Journal of Solid State Chemistry 34 (2):  263–269. Bibcode: 1980JSSCh..34..263H. doi:10.1016/0022-4596(80)90230-3.
3. ↑  Gor'kov, L. P.; Grüner, G., eds (1985). “Transition Metal Trichalcogenides”. Modern Problems in Condensed Matter Science [Charge Density Waves in Solids]. 25. North-Holland: Elsevier Science Publishers B.V.. ISBN 0-444-87370-8
4. ↑  Hodeau, J.L.; Marezio, M.; Roucau, C.; Ayroles, R.; Meerschaut, A.; Rouxel, J.; Monceau, P. (1978). “Charge Density Waves in NbSe3 at 145 K: Crystal structures x-ray and Electron Diffraction Studies”. Journal of Physics C 11 (20):  4117–4134. Bibcode: 1978JPhC...11.4117H. doi:10.1088/0022-3719/11/20/009.
5. ↑  Tang, H.; Li, C.; Yang, X.; Mo, C.; Cao, K.; Yan, F. (2011). “Synthesis and tribological properties of NbSe3 nanofibers and NbSe2 microsheets”. Crystal Research and Technology 46 (4):  400. doi:10.1002/crat.201100030.
6. ↑  Hodeau, J. L.; Marezio, M.; Roucau, C.; Ayroles, R.; Meerschaut, A.; Rouxel, J.; Monceau, P. (1978). “Charge-density waves in NbSe3 at 145K: Crystal structures, X-ray and electron diffraction studies”. Journal of Physics C: Solid State Physics 11 (20):  4117. Bibcode: 1978JPhC...11.4117H. doi:10.1088/0022-3719/11/20/009.
7. ↑  Ratnakumar, B. V.; Stefano, S.; Bankston, C. P. (1989). “A.c. Impedance of niobium triselenide cathode in secondary lithium cells”. Journal of Applied Electrochemistry 19 (6):  813. doi:10.1007/BF01007927.